# Close Combat IV : La Bataille des Ardennes
Close Combat IV : La Bataille des Ardennes (Close Combat IV: Battle of the Bulge en version originale) est un jeu vidéo de tactique en temps réel développé par Atomic Games et publié par Mindscape sous le label Strategic Simulations en 1999 sur PC. Il est le quatrième volet de la série Close Combat.

## Accueil
| Close Combat IV       |      |       |
| Média                 | Nat. | Notes |
| Computer Gaming World | US   | 4/5   |
| Cyber Stratège        | FR   | 4.5/5 |
| GameSpot              | US   | 82 %  |
| Gen4                  | FR   | 4/6   |
| Jeuxvideo.com         | FR   | 17/20 |
| Joystick              | FR   | 82 %  |